# Imperijalni sustav mjera
Imperijalni sustav mjera je sustav mjera koji je određen prvi put 1824. godine britanskom uredbom o težinama i mjerama. 
Unapređivan je sve do 1959. godine a uveden je u uporabu u Ujedinjenom kraljevstvu i kolonijama, uključujući i Britansku zajednicu naroda. Sustav još ponegdje postoji (npr. Burma (ili Mjanmar) i Liberija), iako je velikom većinom zamijenjen metričkim sustavom jedinica.

## Mjere za duljinu
1. srpnja 1959. nakon dogovora postignutog godinu dana ranije Britanski i Američki yard su istoznačno određeni na 0,9144 m ili na tzv. međunarodni jard. Prije tog nadnevka, najpreciznija usporedba imperijalnog jarda i metra je iznosila 0,914398416 m.
| Mjera                                    | Vrijednost prema jardu | Metrička vrijednost | Primjedbe |
| ---------------------------------------- | ---------------------- | ------------------- | --- |
| thou (tisućinka palca)                   | 1/36000                | 25,4 μm             | |
| palac (jedinica)                         | 1/36                   | 25,4 mm             | |
| stopa                                    | 1/3                    | 304,8 mm            | |
| yard                                     | 1                      | 914,4 mm            | Određen(zaokružen) kao točno 0,914 400 000 metara 1956. godine |
| furlong                                  | 220                    | ~201,2 m            | |
| milja                                    | 1760                   | =1609,344 m         | |
| liga                                     | 5280                   | ~4828 m             | Nigdje se više ne upotrebljava kao službena jedinica. |
| Pomorske jedinice                        |                        |                     | |
| fadom (hvat)                             | 2                      | ~1,853 m            | Fadom je u upotrebi još samo u pomorstvu u nekim državama i koristi se samo za označavanje dubina. Britanski Admiralitet je računao fadom kao 6 stopa. To se održalo usprkos činjenici da je fadom bio tisućiti dio milje (6,08 stopa). 1970. godine definirana je jedna nautička milja na točno 1852 m i fadom je tada definiran kao točno njen tisućiti dio. Danas sve karte na svijetu dubinu iskazuju u metrima osim SAD-a koje upotrebljavaju stope za sve dubine. |
| kabel                                    | 202 2/3}}              | ~185,3 m            | Desetina nautičke milje. Otprilike se uzima(la) da iznosi sto fadoma. |
| Nautička milja                           | 2026 2/3               | ~1,853 km           | Upotrebljava se za mjeriti udaljenosti na moru. Ova vrijednost se odnosi na Britansku Admiralitetsku milju koja je imala 6080 stopa. Današnja morska milja je malo drugačija. U praksi milja se nikada nije pretvarala u jarde. |
| Gunterove mjere (17th stoljeće do danas) |                        |                     | |
| karika                                   | 22/100                 | ~20,12 cm           | |
| šipka                                    | 5 1/2                  | ~5,029 m            | Engleski nazivi mogu biti pole, rod ili perch. |
| lanac                                    | 22                     | ~20,12 m            | |

Do definiranja morske milje na 1852m 1970. godine, Britanska nautička milja je imala 6080 stopa. Nije se dijelila na manje veličine, a dobila se iz opsega Zemlje.

## Mjere za površinu
| 1 rod (en:rood) | = 1 furlong × 1 šipka | = 40 kvadratnih šibaka  | = 1/2560 kvadratna milja | = 10,890 kvad.stopa | = ~0,1012 ha | = ~1012 m² |
| 1 aker          | = 1 furlong × 1 lanac | = 160 kvadratnih šibaka | = 1/640 kvadratna milja  | = 43,560 kvad.stopa | = ~0,4047 ha | = ~4047 m² |

## Mjere za obujam
1824. godine Britanija je usvojila približnu vrijednost galona pive za vrijednost imperijalnog galona. Dobiven je kao obujam 10 funti destilirane vode pri tlaku od 30 palaca stupca žive pri temperaturi od 62 °F. 
1985. godine imperijalni galon je određen kao točno 4,54609 litara (otprilike 277,4 četvorna palca).
| Jedinica              | Odnos prema pinti | SI vrijednost | Američka vrijednost  | Primjedbe |
| --------------------- | ----------------- | ------------- | -------------------- | --- |
| unca tekućine (fl oz) | 1/20              | ~28,41 ml     | ~0,9608 fl oz        | |
| gill                  | 1/4               | ~142,1 ml     | ~4,804 unca tekućine | |
| pinta (pt)            | 1                 | ~568,2 ml     | ~1,201 pt            | Iako se u Britaniji prešlo na SI, pivo u pub-ovima se još servira u pintama. Mlijeko se ne prodaje u pintama nego u spremnicima od 568,2 ml, što je ekvivalentno jednoj pinti. |
| četvrtina (qt)        | 2                 | ~1,136 L      | ~1,201 qt            | |
| galon (gal)           | 8                 | ~4,546 L      | ~1,201 gal           | Točno 4,54609 litara. |

Za usporedbu s američkim galonom vidi članak Američki sustav mjera.

## Mjere za masu
U Ujedinjenom Kraljevstvu postojale su tri različita sustava masenih mjera tijekom 19. i 20. stoljeća. Za plemenite kovine se upotrebljavao troy sustav, avoirdupois sustav za skoro sva ostala mjerenja, osim u ljekarništvu, gdje su upotrebljavane ljekarničke mjere. 1824. godine troy funta postaje glavna mjera pri mjerenju mase.
To se mjenja 1879. godine kada avoirdupois funta postaje službena.
| Tablica mjera za masu | Tablica mjera za masu | Tablica mjera za masu | Tablica mjera za masu | Tablica mjera za masu                                                                                |
| Jedinica              | Odnos prema funti     | SI vrijednost         | Američka vrijednost   | Primjedbe                                                                                            |
| --------------------- | --------------------- | --------------------- | --------------------- | --- |
| grain                 | 1/7000                | ~64,8 mg              |                       | |
| drachm                | 1/256                 | ~1,771 g              |                       | Poznat i kao desetina.                                                                               |
| unca (oz)             | 1/16                  | ~28,35 g              |                       | |
| funta (lb)            | 1                     | ~453,6 g              |                       | Točno 453,592 37 grama.                                                                              |
| stijena (st)          | 14                    | ~6,35 kg              |                       | U mnogim područjima bivšeg Carstva još se upotrebljava stijena (stone) pri iskazivanju težine ljudi. |
| četvrt                | 28                    | ~12,7 kg              |                       | Četvrt(kvarat) ili quarter                                                                           |
| stodio (cwt)          | 112                   | ~50,8 kg              | 100 funta             | |
| tona (t)              | 2240                  | ~1016 kg              | 2000 funta            | 20 stodijelova u oba sustava; američki stodjel je lakši.                                             |

Imperijalna tona ili "long tona" ima 2240 funta (~1016 kg), i vrlo je blizu metričkoj toni (1000 kg), za razliku od američke tone ili "short tone" od 2000 funta (907,18474 kg). Obje su definirane da imaju 20 stodijelova.

## Tlak i temperatura
| Celzija             | TC = (TF − 32) × 5/9     |
| Celzija             | TF = (TC × 9/5) + 32     |
| Kelvina             | TF = TK×9/5 − 459,67     |
| Kelvina             | TK = (TF + 459,67) × 5/9 |
| Rankine-a           | TR = TF + 459,67         |
| Rankine-a           | TF = TR − 459,67         |
| Tablica pretvaranja |                          |

Fahrenheit je temperaturna ljestvica koja je dobila ime po njemačkom (ili nizozemskom) fizičaru Danielu Gabrielu Fahrenheitu (1686. – 1736.), koji ju je predstavio 1724.
Kod ove ljestvice voda se ledi na 32 stupnja Fahrenheita (°F), a vri na 212 °F, gdje je temperaturni razmak ledišta i vrelišta podjeljen na 180 dijelova (stupnjeva). Kako Celzijeva ljestvica ima na istom području 100 podjela, očigledno je da je njihov odnos 5:9. – 40 °F ili °C je temperatura na kojoj obje ljestvice imaju istu vrijednost.
Apsolutna nula Fahrenheita je na −459.67 °F, a to je početna točka ili 0 ° Rankine-a. Kod Rankine-ove ljestvice, 0 °R odgovara 0 °K, a razmak između stupnjeva je jednak razmaku Fahrenheita. Obje ove skale su bile u uporabi u britanskom području utjecaja, a danas su ostale samo ponegdje, s izuzetkom SAD-a.
Isti slučaj je i s mjerama za tlak.  Mjera za tlak je izvedenica iz mjera za površinu i masu i ima oznaku psi. Kao i jedinice za temperaturu, i ova jedinica se zamjenjuje SI sustavom, osim u SAD-u.

## Upotreba Imperijalnog sustava
Sustav se danas sve manje upotrebljava i zamjenjuje se SI sustavom. I u samoj Velikoj Britaniji uvode se metričke mjere, iako je to proces koji traje. Slična stvar je i u Kanadi, ta drugim zemljama koje su prije upotrebljavale imperijalni sustav.
Kako se stanovništvo tih zemalja naviklo na imperijalni sustav, proces prelaska ima i svoje smiješne strane, npr. u UK se gorivo prodaje u litrama, a svi vozači potrošnju vozila izražavaju u miljama po galonu, iako većina od njih i ne zna koji je odnos litre i galona.